# Kulacikivți, Sneatîn
Kulacikivți (în ucraineană Кулачківці) este localitatea de reședință a comunei Kulacikivți din raionul Sneatîn, regiunea Ivano-Frankivsk, Ucraina.

## Demografie
Componența lingvistică a localității Kulacikivți
     Ucraineană (99,72%)
     Alte limbi (0,28%)
Conform recensământului din 2001, majoritatea populației localității Kulacikivți era vorbitoare de ucraineană (99,72%), existând în minoritate și vorbitori de alte limbi.